# Września
Września ([ˈvʒɛɕɲa]; Duits: Wreschen) is een stad in het Poolse woiwodschap Groot-Polen, gelegen in de powiat Wrzesiński. De oppervlakte bedraagt 12,73 km², het inwonertal 28.631 (2005).
Września is bekend in Polen vanwege een schoolstaking door Poolse kinderen in mei 1901. Deze staking was een reactie op het verbieden van de Poolse taal op scholen door de toenemende germanisering.

## Verkeer en vervoer
- Station Września
- Station Września Miasto

Stadsdistricten:
Kalisz · Konin · Leszno · Poznań

Districten:
Chodzież · Czarnków · Gniezno · Gostyń · Grodzisk Wielkopolski · Jarocin · Kalisz · Kępno · Koło · Konin · Kościan · Krotoszyn · Leszno · Międzychód · Nowy Tomyśl · Oborniki · Ostrów Wielkopolski · Ostrzeszów · Piła · Pleszew · Poznań · Rawicz · Słupca · Środa Wielkopolska · Śrem · Szamotuły · Turek · Wągrowiec · Wolsztyn · Września · Złotów

Grootste steden:
Gniezno · Jarocin · Kalisz · Koło · Konin · Kościan · Krotoszyn · Leszno · Luboń · Ostrów Wielkopolski · Piła · Poznań · Śrem · Swarzędz · Turek · Wągrowiec · Września